# District de Surat
Le district de Surat (gujarati : સુરત જિલ્લો) est un district de l'état du Gujarat en Inde.

## Géographie
Le district a une population de 6 081 322 habitants pour une superficie de 4 549 km2.